# Charaša
Charaša, též Chareša (hebrejsky חרשה), je izraelská osada neoficiálního charakteru (tzv. outpost) v sídelním bloku u osady Talmon (tzv. Guš Talmonim) na Západním břehu Jordánu v Oblastní radě Mate Binjamin.

## Geografie
Nachází se v nadmořské výšce cca 760 metrů na jihozápadním okraji hornatého hřbetu Samařska. Leží cca 20 kilometrů severozápadně od historického jádra Jeruzalému, cca 7 kilometrů severozápadně od Ramalláhu a cca 38 kilometrů jihovýchodně od centra Tel Avivu.
Vesnice je na dopravní síť Západního břehu Jordánu napojena pomocí silnice 450, jež probíhá po jejím západním okraji a propojuje jednotlivá sídla v bloku Talmon.
Charaša leží v hustě osídlené centrální části Samařska, kde se střídají palestinská sídla a židovské osady. Nachází se na východním okraji bloku Talmon, který tvoří územně souvislá síť židovských osad, zatímco dál k východu dominuje arabské osídlení.

## Dějiny
Charaša byla založena v lednu 1997. Za jejím vznikem stála skupina mladých mužů z ješivy Merkaz ha-rav. Zástavba zpočátku sestávala z provizorních karavanů, osadníci čelili drsnému podnebí a absenci zpevněné příjezdové cesty. Vznik osady podporoval tehdejší zástupce náčelníka generálního štábu izraelské armády Moše Ja'alon, který vnímal lokalitu jako strategicky významnou. Význam vyvýšené lokality oceňoval i Ariel Šaron, který při cestě po okolí Talmonu doporučil zahájit její osidlování, nejprve prostřednictvím výstavby vodárenského zařízení s trvalou osádkou.
Zpráva organizace Mír nyní z roku 2007 uvádí, že téměř 100 % osady stojí na pozemcích v soukromém vlastnictví Palestinců. Za vlády Ehuda Baraka čelila osada hrozbě vysídlení, později došlo k dohodě s vládou o oficiálním schválení existence osady. Ve vesnici je k dispozici synagoga, mikve, mateřská škola, knihovna a obchod se smíšeným zbožím.

## Demografie
Přesně údaje o počtu obyvatel nejsou k dispozici, protože nejde o oficiálně samostatnou obec, byť fakticky má Charaša samostatné členství v Oblastní radě Mate Binjamin. Roku 2007 je tu uváděno 120 trvale bydlících obyvatel. Internetový portál Oblastní rady Mate Binjamin zde eviduje 50 rodin.